# Michel Prazeres
Michel Prazeres (Belém, 25 de julho de 1981) é um lutador brasileiro de artes marciais mistas, atualmente competindo no peso meio-médio do Ultimate Fighting Championship.

## Carreira no MMA

### Ultimate Fighting Championship
Após assinar com o UFC, Prazeres fez sua estreia em 18 de maio de 2013 contra Paulo Thiago nos  UFC on FX: Belfort vs. Rockhold. Prazeres perdeu por decisão unânime.
Prazeres enfrentou Jesse Ronson em 21 de setembro de 2013 no UFC 165. Ele venceu por decisão dividida. It was his first fight outside of his native Brazil.
Prazeres enfrentou Mairbek Taisumov em 23 de março de 2014 no UFC Fight Night 38. Ele venceu a luta por decisão unânime.
Prazeres enfrentou Kevin Lee em 14 de fevereiro de 2015 no UFC Fight Night 60. Ele perdeu por decisão unânime.
Prazeres enfrentou Valmir Lázaro em 21 de novembro de 2015 no The Ultimate Fighter Latin America 2 Finale. Ele venceu por decisão dividida.
Prazeres enfrentou J.C. Cottrell em 23 de julho de 2016 no UFC on Fox 20. Ele venceu por decisão unânime.
Prazeres em seguida enfrentou Gilbert Burns em 24 de setembro de 2016 no UFC Fight Night: Cyborg vs. Lansberg. Ele venceu a luta por decisão unânime.
Prazeres enfrentou Josh Burkman em 11 de março de 2017 no UFC Fight Night 106. Ele venceu por finalização no primeiro round.
Prazeres enfrentou Mads Burnell em 2 de setembro de 2017 no UFC Fight Night 115. Ele venceu por finalização no terceiro round.
Prazeres enfrentou Desmond Green em 3 de fevereiro de 2018 no UFC Fight Night 125. Ele venceu por decisão unânime.
Prazeres enfrentou Zak Cummings em 19 de maio de 2018 no UFC Fight Night 129. Ele venceu por decisão dividida.
Prazeres enfrentou Bartosz Fabiński em 17 de novembro de 2018 no UFC Fight Night: Magny vs. Ponzinibbio. Ele venceu por finalização no primeiro round.
Prazeres enfrentou Ismail Naurdiev em 23 de fevereiro de 2019. Ele perdeu por decisão unânime.

## Cartel no MMA
| Cartel no MMA   |             |            |
| 29 lutas        | 26 vitórias | 3 derrotas |
| Por nocaute     | 1           | 0          |
| Por finalização | 11          | 0          |
| Por decisão     | 14          | 3          |

| Res.    | Cartel | Oponente               | Método                                  | Evento                                   | Data       | Round | Tempo | Local                | Notas                      |
| ------- | ------ | ---------------------- | --------------------------------------- | ---------------------------------------- | ---------- | ----- | ----- | -------------------- | -------------------------- |
| Derrota | 26–3   | Ismail Naurdiev        | Decisão (unânime)                       | UFC Fight Night: Blachowicz vs. Santos   | 23/02/2019 | 3     | 5:00  | Praga                |                            |
| Vitória | 26–2   | Bartosz Fabiński       | Finalização (guilhotina)                | UFC Fight Night: Magny vs. Ponzinibbio   | 17/11/2018 | 1     | 1:02  | Buenos Aires         |                            |
| Vitória | 25–2   | Zak Cummings           | Decisão (dividida)                      | UFC Fight Night: Maia vs. Usman          | 19/05/2018 | 3     | 5:00  | Santiago             | Volta aos Meio-Médios.     |
| Vitória | 24–2   | Desmond Green          | Decisão (unânime)                       | UFC Fight Night: Machida vs. Anders      | 03/02/2018 | 3     | 5:00  | Belém                | Prazeres não bateu o peso. |
| Vitória | 23–2   | Mads Burnell           | Finalização (estrangulamento norte-sul) | UFC Fight Night: Volkov vs. Struve       | 02/09/2017 | 3     | 1:26  | Rotterdão            | Prazeres não bateu o peso. |
| Vitória | 22–2   | Josh Burkman           | Finalização (estrangulamento norte-sul) | UFC Fight Night: Belfort vs. Gastelum    | 11/03/2017 | 1     | 1:42  | Fortaleza            | Performance da Noite.      |
| Vitória | 21–2   | Gilbert Burns          | Decisão (unânime)                       | UFC Fight Night: Cyborg vs. Lansberg     | 24/09/2016 | 3     | 5:00  | Brasília             | Prazeres não bateu o peso. |
| Vitória | 20–2   | J.C. Cottrell          | Decisão (unânime)                       | UFC on Fox: Holm vs. Shevchenko          | 23/07/2016 | 3     | 5:00  | Chicago, Illinois    |                            |
| Vitória | 19–2   | Valmir Lázaro          | Decisão (dividida)                      | TUF América Latina 2 Finale              | 21/11/2015 | 3     | 5:00  | Monterrey            |                            |
| Derrota | 18–2   | Kevin Lee              | Decisão (unânime)                       | UFC Fight Night: Henderson vs. Thatch    | 14/02/2015 | 3     | 5:00  | Broomfield, Colorado |                            |
| Vitória | 18–1   | Mairbek Taisumov       | Decisão (unânime)                       | UFC Fight Night: Shogun vs. Henderson II | 23/03/2014 | 3     | 5:00  | Natal                |                            |
| Vitória | 17–1   | Jesse Ronson           | Decisão (dividida)                      | UFC 165: Jones vs. Gustafsson            | 21/09/2013 | 3     | 5:00  | Toronto, Ontario     | Estreia nos Leves.         |
| Derrota | 16–1   | Paulo Thiago           | Decisão (unânime)                       | UFC on FX: Belfort vs. Rockhold          | 18/05/2013 | 3     | 5:00  | Jaraguá do Sul       |                            |
| Vitória | 16–0   | Leandro Batata         | Decisão (unânime)                       | Shooto Brazil 30                         | 02/06/2012 | 3     | 5:00  | Belém                |                            |
| Vitória | 15–0   | Sérgio Leal            | Finalização (mata-leão)                 | Jungle Fight 37                          | 31/03/2012 | 1     | 1:49  | São Paulo            |                            |
| Vitória | 14–0   | André Luis Lobato      | Decisão (unânime)                       | Iron Man Championship 6                  | 10/06/2010 | 3     | 5:00  | Belém                |                            |
| Vitória | 13–0   | Antônio Carlos Ribeiro | Finalização (triângulo)                 | Midway Fight                             | 26/06/2008 | 1     | 2:36  | Belém                |                            |
| Vitória | 12–0   | Frederick Samurai      | Decisão (unânime)                       | Mega Champion Fight 2                    | 10/11/2007 | 3     | 5:00  | Manaus               |                            |
| Vitória | 11–0   | Valter de Menezes      | Decisão (unânime)                       | Predador FC 5 - Kamae                    | 21/04/2007 | 3     | 5:00  | São Paulo            |                            |
| Vitória | 10–0   | Gabriel Santos         | Decisão (unânime)                       | Macapa Verdadeiro Vale Tudo              | 22/03/2007 | 3     | 5:00  | Macapá               |                            |
| Vitória | 9–0    | Anderson Banana        | Finalização (mata-leão)                 | Predador FC 4 - Kamae                    | 25/01/2007 | 1     | 1:47  | São Paulo            |                            |
| Vitória | 8–0    | Edilson Florêncio      | Decisão (unânime)                       | Midway Fight                             | 05/10/2006 | 3     | 5:00  | Belém                |                            |
| Vitória | 7–0    | Ari dos Santos         | Decisão (unânime)                       | Ilha Combat                              | 01/07/2006 | 3     | 5:00  | Macapá               |                            |
| Vitória | 6–0    | Luis Neto              | Finalização (mata-leão)                 | Iron Man Vale Tudo 7                     | 11/06/2005 | 1     | 4:16  | Macapá               |                            |
| Vitória | 5–0    | Elias Monteiro         | Nocaute técnico (socos)                 | Super Vale Tudo Ananindeua               | 14/04/2004 | 1     | 1:17  | Ananindeua           |                            |
| Vitória | 4–0    | Cleber Santana         | Finalização (mata-leão)                 | Super Vale Tudo Ananindeua               | 12/09/2003 | 2     | 2:22  | Ananindeua           |                            |
| Vitória | 3–0    | Rogério Gama           | Finalização (mata-leão)                 | Desafio de Gigantes                      | 21/03/2003 | 1     | 3:47  | Macapá               |                            |
| Vitória | 2–0    | Sérgio de Oliveira     | Finalização (mata-leão)                 | Desafio de Gigantes                      | 21/03/2003 | 1     | 2:13  | Macapá               |                            |
| Vitória | 1–0    | Sandro Lyon            | Finalização (mata-leão)                 | Open Fight Vale Tudo 2                   | 09/10/2000 | 1     | 3:58  | Belém                | Estreia nos Meio-Médios.   |